# Alex Song-Xia
Alex Song-Xia es una persona no binaria estadounidense dedicada a la actuación, la escritura, la producción y la comedia. Sus créditos de escritura incluyen Rick y Morty, Exploding Kittens y The Tonight Show Starring Jimmy Fallon.

## Vida y carrera
Song-Xia se interesó en la actuación desde muy joven y comenzó a agregar contenido de comedia a sus presentaciones para el equipo de discurso y debate en la escuela secundaria. Asistió a la Universidad de Nueva York para su formación universitaria y mientras estaban allí se capacitó en improvisación en el teatro Upright Citizens Brigade. Gracias a su trabajo en uno de los equipos de la casa, Song-Xia encontró un agente y fue contratade como escritore para The Tonight Show Starring Jimmy Fallon.
En la actuación, su primer papel importante fue en The Week Of, en el que también participaron varios de sus amigos. También apareció en las series Dropout Dimension 20: Never Stop Blowing Up, Dimension 20: Mentopolis, y Very Important People.
Song-Xia es copresentadore y productore de Asian AF, un programa de variedades protagonizado por un elenco asiático-estadounidense en UCB en Nueva York y Los Ángeles. También ha escrito para Night of Too Many Stars, Rick y Morty y Exploding Kittens de HBO.
Su debut en la dirección, Really Good Driver, que también escribió y protagonizó, se estrenó en el HollyShorts Film Festival de 2024. El cortometraje semiautobiográfico también está protagonizado por Keiko Agena y se centra en una madre que enseña a su hijo adulto a conducir.
Song-Xia es queer y usa los pronombres "they/them".